# Geraldine (Alabama)
Geraldine és una població dels Estats Units a l'estat d'Alabama. Segons el cens del 2000 tenia 786 habitants.

## Demografia
Segons el cens del 2000, Geraldine tenia 786 habitants, 351 habitatges, i 230 famílies. La densitat de població era de 78 habitants/km².
Dels 351 habitatges en un 24,8% hi vivien nens de menys de 18 anys, en un 52,4% hi vivien parelles casades, en un 10,3% dones solteres, i en un 34,2% no eren unitats familiars. En el 32,2% dels habitatges hi vivien persones soles el 20,5% de les quals corresponia a persones de 65 anys o més que vivien soles. El nombre mitjà de persones vivint en cada habitatge era de 2,24 i el nombre mitjà de persones que vivien en cada família era de 2,81.
Per edats la població es repartia de la següent manera: un 21,2% tenia menys de 18 anys, un 8% entre 18 i 24, un 26,5% entre 25 i 44, un 22,9% de 45 a 60 i un 21,4% 65 anys o més.
L'edat mediana era de 41 anys. Per cada 100 dones hi havia 78,6 homes. Per cada 100 dones de 18 o més anys hi havia 78,4 homes.
La renda mediana per habitatge era de 24.028 $ i la renda mediana per família de 34.583 $. Els homes tenien una renda mediana de 27.083 $ mentre que les dones 20.179 $. La renda per capita de la població era de 18.330 $. Aproximadament el 12,1% de les famílies i el 17% de la població estaven per davall del llindar de pobresa.

## Poblacions properes
El següent diagrama mostra les poblacions més properes.